# Entropische Gravitation

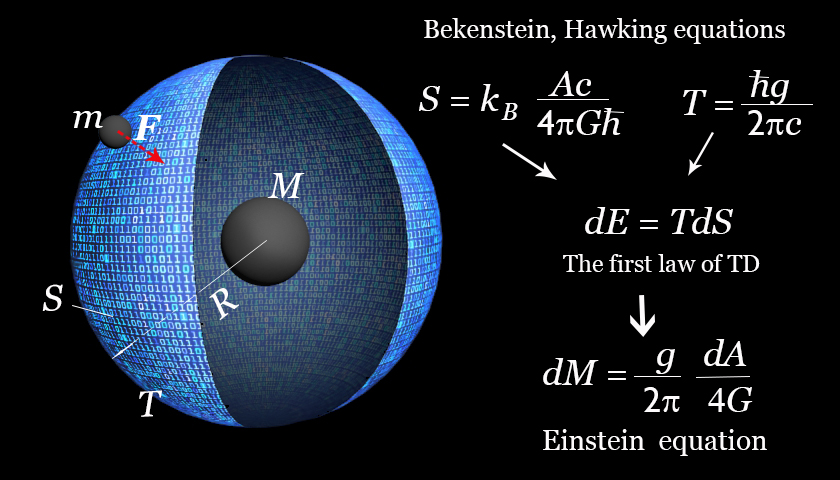
Herleitung der entropischen Gravitation aus den mikroskopischen Theorien

Entropische Gravitation ist eine physikalische Hypothese, welche die Gravitation als entropische Kraft beschreibt. Die Gravitation wird bei diesem Ansatz nicht als fundamentale Wechselwirkung verstanden. Die gravitative Wechselwirkung zwischen zwei Massen wird innerhalb dieses Ansatzes deshalb auch nicht mit Hilfe von Austauschteilchen erklärt. Vielmehr versucht ein masse-enthaltender Raumbereich nach dem Zweiten Hauptsatz der Thermodynamik einen Zustand höherer Entropie zu erreichen, was zu einer entropischen Kraft {\displaystyle F=T\nabla S} führt. Der Ansatz hat seine Wurzeln in der Stringtheorie, der Thermodynamik schwarzer Löcher und der Theorie der Quanteninformation.
Eine mögliche Folgerung der entropischen Gravitation lautet nach Erik Verlinde, dass die nicht direkt beobachtbare Dunkle Materie ein Resultat von Quanteneffekten ist. Die Dunkle Materie könnte demnach auch eine positive Dunkle Energie sein, welche die Nullpunktsenergie der Raumzeit erhöht. Die Beiträge der Dunklen Energie zur Entropie wachsen jedoch proportional zum Volumen an, während im Anti-de-Sitter-Raum ein Flächengesetz erwartet wird. Damit ergeben sich auch Vorhersagen zu speziellen Eigenschaften am kosmologischen Ereignishorizont. Verlindes Theorie stimmt über viele Größenordnungen mit den makroskopischen Beobachtungen von Newtons Gravitation und von Albert Einsteins Allgemeiner Relativitätstheorie überein, insbesondere der von letzterer beschriebenen Raumzeitkrümmung. Auf extrem kleinen Längenskalen werden jedoch zusätzliche Quantenfluktuationen berücksichtigt, was dazu führt, dass die Gravitation in Bereichen mit extrem kleiner Gravitationsbeschleunigung nicht mit {\displaystyle 1/r^{2}} abnimmt, sondern linear-invers mit {\displaystyle 1/r}. So ergibt sich eine der möglichen Erklärungen der Modifizierten Newtonschen Dynamik (MOND) und es kann ohne Dunkle Materie erklärt werden, warum die Rotationskurven von Galaxien von dem Profil abweichen, das nur durch die sichtbare Materie und das newtonsche Gravitationsgesetz erwartet wird.
Der Schwellenwert zum linear-inversen Verhalten der entropischen Gravitation ist sehr klein. Er beträgt 12 Billionstel der Schwerebeschleunigung an der Erdoberfläche, also {\displaystyle 1{,}2\cdot 10^{-10}\,\mathrm {m/s^{2}} }. Auch an der Stelle, an der Voyager 1 die Heliopause zum interstellaren Raum überschritten hat, ist das Gravitationsfeld der Sonne noch 3.000-mal so stark.
Verlindes Theorie und dessen Vorhersagen werden in der Fachwelt kontrovers diskutiert und haben bereits zu Experimenten und Folgearbeiten angeregt, um deren Gültigkeit zu testen.

## Geschichtliche Einordnung
Die thermodynamische Beschreibung der Gravitation geht ursprünglich auf die Arbeiten von Jacob Bekenstein und Stephen Hawking über die Thermodynamik schwarzer Löcher Mitte der 1970er Jahre zurück (siehe auch Bekenstein-Hawking-Entropie). Theodore Jacobson zeigte dann 1995, dass Einsteins Feldgleichungen, welche die relativistische Gravitation beschreiben, durch eine Verbindung allgemeiner thermodynamischer Betrachtungen mit dem Äquivalenzprinzip hergeleitet werden können. In den späten 1990er Jahren wurde insbesondere von Gerardus ’t Hooft und Leonard Susskind das Holographische Prinzip entwickelt. In der Folgezeit begannen dann weitere Physiker wie Erik Verlinde, Thanu Padmanabhan und später auch Ginestra Bianconi die Verbindungen zwischen Gravitation und Entropie genauer zu untersuchen.

## Herleitung des Gravitationsgesetzes
Verlindes Herleitung des Newtonschen Gravitationsgesetzes folgt zunächst einem Gedankenexperiment, das Bekenstein für ein Probeteilchen in der Nähe des Horizonts eines schwarzen Lochs verwendet hat. Allerdings verwendet Verlinde diese Argumentation im flachen Raum. Ein holographischer Schirm trennt zwei Regionen: in der einen betrachtet man makroskopische Eigenschaften, etwa die Positionen von Teilchen, auf der anderen nur mikroskopische Freiheitsgrade. Ein Teilchen der Masse {\displaystyle m} befinde sich innerhalb eines Abstands seiner Compton-Wellenlänge {\displaystyle \Delta x=\hbar /mc} vom holographischen Schirm. Das holographische Prinzip besagt, dass sich die Entropie des Schirms um {\displaystyle \Delta S=2\pi k_{\text{B}}} ändert, wenn das Teilchen in den Schirm fällt und seine Information sich mit den mikroskopischen Freiheitsgraden verbindet. Dabei sind {\displaystyle \hbar } die reduzierte Planck-Konstante, {\displaystyle c} die Lichtgeschwindigkeit und {\displaystyle k_{\text{B}}} die Boltzmann-Konstante. Daraus ergibt sich
{\displaystyle \Delta S=2\pi k_{\text{B}}{\frac {mc}{\hbar }}\Delta x\ .}
Die entropische Kraft wird anhand eines Teilchens an einer semipermeablen Membran erklärt. Wenn das Teilchen aus Entropiegründen eine Seite der Membran bevorzugt und diese eine Temperatur {\displaystyle T} hat, so wird das Teilchen eine effektive Kraft {\displaystyle F} erfahren, die {\displaystyle F\Delta x=T\Delta S} genügt. Mit obiger Gleichung erhält man
{\displaystyle F\ =\ T{\frac {\Delta S}{\Delta x}}\ =\ 2\pi k_{\text{B}}{\frac {mc}{\hbar }}T\ .}
Verlinde merkt hier an, dass ein linearer Zusammenhang zwischen Temperatur und Beschleunigung auch aus dem Unruh-Effekt {\displaystyle T=\hbar a/(2\pi ck_{\text{B}})} bekannt ist. Er betont dabei auch, dass dabei die Temperatur {\displaystyle T} eine Beschleunigung {\displaystyle a} verursacht und nicht umgekehrt, so wie es oft angegeben wird.
Der holographische Schirm aus dem obigen Gedankenexperiment kann nun als Teil der Oberfläche einer Kugel mit Radius {\displaystyle r} angenommen werden. Jedes Bit an holographischer Information benötigt eine Fläche {\displaystyle \ell _{\text{P}}^{2}}, wobei {\textstyle \ell _{\text{P}}={\sqrt {\hbar G/c^{3}}}} die Planck-Länge und {\displaystyle G} die Gravitationskonstante sind. Damit trägt die gesamte Kugeloberfläche {\displaystyle A=4\pi r^{2}} eine Anzahl von
{\displaystyle N\ =\ {\frac {A}{\ell _{\text{P}}^{2}}}\ =\ {\frac {Ac^{3}}{\hbar G}}\ =\ {\frac {4\pi r^{2}c^{3}}{\hbar G}}}
Bits an Informationen. Nach dem Gleichverteilungssatz kann diesen {\displaystyle N} Freiheitsgraden bei der Temperatur {\displaystyle T} die Energie
{\displaystyle E\ =\ {\frac {1}{2}}Nk_{\text{B}}T\ ,}
zugeordnet werden. Aufgrund der Äquivalenz von Masse und Energie entspricht dieser Energie gemäß {\displaystyle E=Mc^{2}} eine Masse {\displaystyle M}. Nach {\displaystyle T} aufgelöst ergibt sich
{\displaystyle T\ =\ {\frac {2}{k_{\text{B}}N}}E\ =\ {\frac {2}{k_{\text{B}}{\frac {4\pi r^{2}c^{3}}{\hbar G}}}}Mc^{2}\ =\ {\frac {\hbar GM}{2\pi ck_{\text{B}}r^{2}}}\ .}
In die obige Formel für die Kraft eingesetzt erhält man
{\displaystyle F\ =\ 2\pi k_{\text{B}}{\frac {mc}{\hbar }}\cdot {\frac {\hbar GM}{2\pi ck_{\text{B}}r^{2}}}\ =\ G{\frac {Mm}{r^{2}}}\ ,}
also das Newtonsche Gravitationsgesetz.

## Erik Verlindes Theorie

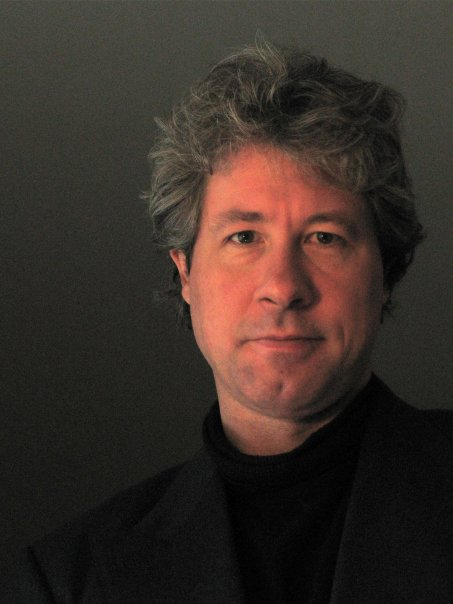
Erik Verlinde

Im Jahr 2009 veröffentlichte Erik Verlinde das konzeptuelle Modell, das die Gravitation als entropische Kraft beschreibt. Er argumentiert, ähnlich wie vorher Jacobson, dass Gravitation eine Konsequenz aus der „Information ist, die mit den Positionen materieller Körper assoziiert ist.“ Verlindes Modell verbindet den thermodynamischen Zugang zur Gravitation mit Gerard 't Hoofts holographischem Prinzip. Es impliziert, dass Gravitation keine Fundamentale Wechselwirkung ist, sondern ein emergentes Phänomen, das vom statistischen Verhalten mikroskopischer Freiheitsgrade hervorgeht. So wie der Ereignishorizont eines schwarzen Lochs die inneren Freiheitsgrade von den makroskopisch betrachteten Größen trennt, wird um eine Masse ein holographischer Schirm gedacht, der die inneren Freiheitsgrade von den makroskopisch beobachtbaren Raumzeit-Koordinaten trennt. Die Arbeit rief eine Menge unterschiedlicher Antworten von der wissenschaftlichen Öffentlichkeit hervor. Andrew Strominger, ein Stringtheoretiker an der Harvard University sagte „Some people have said it can’t be right, others that it’s right and we already knew it — that it’s right and profound, right and trivial.“
Im Juli 2011 präsentierte Verlinde weitere Ideen auf der Strings 2011 Konferenz in Uppsala, unter anderem einen Vergleich mit den Theorien für Dunkle Materie und Dunkle Energie.
Verlindes Artikel rief ein großes Echo in den Medien hervor, und führte zu unmittelbaren Folgearbeiten in benachbarten Forschungsgebieten: in der Kosmologie,
in der Theorie der Dunklen Energie, in den Betrachtungen über die Beschleunigung der Expansion des Universums
und der kosmologischen Inflation
und in der Schleifenquantengravitation.
Auch wurde ein spezielles mikroskopisches Modell vorgeschlagen, das tatsächlich dazu führt, dass auf größeren Skalen entropische Gravitation hervorgeht.

## Kritik und experimentelle Tests
Die Theorie der entropischen Gravitation, wie sie von Verlinde im ursprünglichen Artikel vorgeschlagen wurde, reproduziert die Einsteinschen Feldgleichungen und in der Newtonschen Näherung das {\displaystyle 1/r}-Potential für die Gravitationskraft. Da die Ergebnisse nur in Bereichen extrem kleiner Gravitationsfelder von der Newtonschen Gravitation abweichen, erscheinen direkte Tests in Laboratorien auf der Erde kaum technisch realisierbar. Vielversprechender wären Laboratorien in Raumschiffen, z. B. am Lagrange-Punkten im Sonnensystem. Die Hypothese der entropischen Gravitation wurde deshalb in ihrer jetzigen Form auch auf formaler Basis hinterfragt:
- Der Mathematik-Professor Matt Visser von der Victoria University of Wellington (Neuseeland) zeigte, dass der Versuch einer Modellierung konservativer Kräfte im allgemeinen Newtonschen Fall (d. h. mit beliebigen Potentialen und einer unbegrenzten Anzahl diskreter Massen) zu unphysikalischen Anforderungen an die nötige Entropie und zu einer unnatürlich hohen Anzahl von Wärmebädern verschiedenen Temperaturen führt. Visser schließt daraus:

„There is no reasonable doubt concerning the physical reality of entropic forces, and no reasonable doubt that classical (and semi-classical) general relativity is closely related to thermodynamics [52–55]. Based on the work of Jacobson [1–6], Thanu Padmanabhan [7–12], and others, there are also good reasons to suspect a thermodynamic interpretation of the fully relativistic Einstein equations might be possible. Whether the specific proposals of Verlinde [26] are anywhere near as fundamental is yet to be seen — the rather baroque construction needed to accurately reproduce n-body Newtonian gravity in a Verlinde-like setting certainly gives one pause.“

- Was die Herleitung der Einsteinschen Feldgleichungen aus der Perspektive der entropischen Gravitation angeht, zeigte Tower Wang,[24] dass die Forderungen der Erhaltung des Energie-Impuls-Tensors, der kosmischen Homogenität und der Isotropie die große Anzahl möglicher Modifikationen der entropischen Gravitation ernsthaft einschränken, obwohl einige dieser Modifikationen dazu verwendet wurden, die entropische Gravitation auf jenseits eines einfachen Models der Einsteingleichungen zu verallgemeinern. Wang stellt fest:

„As indicated by our results, the modified entropic gravity models of form (2), if not killed, should live in a very narrow room to assure the energy-momentum conservation and to accommodate a homogeneous isotropic universe.“

- Ein weiterer Kritikpunkt an den Arbeiten von Verlinde baut darauf auf, dass die dort vorgeschlagenen Prozesse die Quantenkohärenz brechen. Experimente mit Neutronen bei ultratiefen Temperaturen im Gravitationsfeld der Erde stellen jedoch fest, dass die Neutronen auf genau den diskreten Niveaus liegen, die von der Schrödingergleichung des konventionellen Gravitationspotentials ohne dekohärente Faktoren vorhergesagt werden. Archil Kobakhidze argumentiert daher, dass dies gegen die Richtigkeit der entropischen Gravitation spricht.[25][26]

Ein wichtiger Test der Vorhersagen der entropischen Gravitation sind auch astronomische Beobachtungen:
- Eine Forschungsgruppe an der Sternwarte Leiden, die den Gravitationslinseneffekt anhand von über 33.000 Galaxien beobachtet, fanden heraus, dass deren Gravitationsfelder mit Verlindes Theorie übereinstimmen.[27][28][29] Mit konventioneller Gravitationstheorie konnten die dortigen Felder und die gemessenen galaktischen Rotationskurven nur mit einer besonderen Verteilung von Dunkler Materie erklärt werden.

- Im Juni 2017 stellte Kris Pardo von der Princeton University fest, dass Verlindes Vorhersagen nicht konsistent mit den beobachteten Rotationsgeschwindigkeiten von Zwerggalaxien ist.[30]

- Federico Lelli fand mit Kollegen aufgrund von astronomischen Beobachtungen Abweichungen zwischen Verlindes Vorhersagen und den Vorhersagen von MOND.[31]